# Adam Kszczot
Adam Piotr Kszczot (ur. 2 września 1989 w Opocznie) – polski lekkoatleta, specjalizujący się w biegu na 800 metrów.
Wielokrotny medalista mistrzostw Europy, halowych mistrzostw Europy, mistrzostw świata oraz halowych mistrzostw świata. Reprezentował Polskę na drużynowym czempionacie Starego Kontynentu oraz w meczach międzypaństwowych. Rekordzista kraju w biegu na 800 metrów w hali.

## Kariera
W 2007 zadebiutował na imprezie międzynarodowej zdobywając brązowy medal mistrzostw Europy juniorów. Rok później uplasował się tuż za podium – na czwartym miejscu – w rozegranych w Bydgoszczy Mistrzostwach świata juniorów. Ponownie czwartą lokatę zajął w halowym czempionacie Starego Kontynentu w Turynie na początku sezonu 2009. Latem tego samego roku zdobył tytuł młodzieżowego mistrza Europy pokonując w finałowym biegu kolegę z reprezentacji Marcina Lewandowskiego.
W 2010 zdobył dwa brązowe medale na najważniejszych zawodach w sezonie – zimą podczas halowych mistrzostw świata oraz latem na mistrzostwach Europy. Wygrywając z Marcinem Lewandowskim zapewnił sobie w 2011 złoty medal halowych mistrzostw Europy. W lipcu 2011 obronił tytuł młodzieżowego mistrza Europy, a kilkanaście tygodni później zajął szóstą lokatę w mistrzostwach świata. Na koniec sezonu 2011 zajął 4. miejsce w plebiscycie na wschodzącą gwiazdą europejskiej lekkoatletyki organizowanym przez European Athletics.

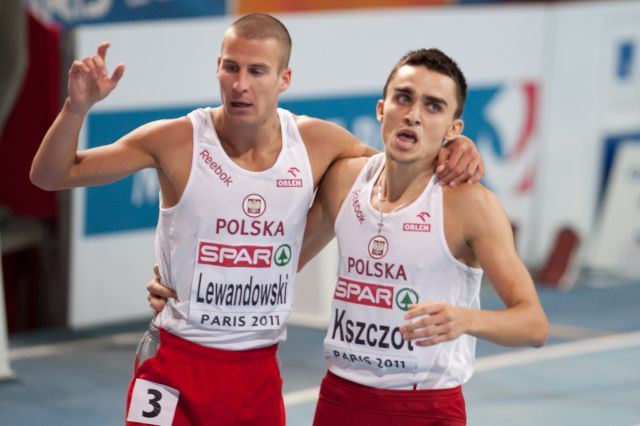
Adam Kszczot z Marcinem Lewandowskim po medalowym biegu na 800 m podczas halowych mistrzostw Europy w Paryżu, 6 marca 2011.

W sezonie 2012 w związku z przygotowaniami do startu w igrzyskach olimpijskich miał nie brać udziału halowych mistrzostwach świata oraz w mistrzostwach Europy. Po dobrych występach w sezonie halowym (m.in. trzeci wówczas w historii wynik w historii biegu na 800 metrów – 1:44,57, dobre rezultaty w mityngach dały mu tytuł lekkoatlety lutego w plebiscycie European Athletics) ostatecznie zdecydował się na start w halowym czempionacie globu w Stambule. Na halowych mistrzostwach świata nie zdobył jednak medalu, prowadził przez większość biegu finałowego, mijając metę na 4. pozycji. Na półfinale zakończył rywalizację podczas igrzysk olimpijskich w Londynie.
Rok 2013 rozpoczął od obrony tytułu halowego mistrza Europy w Göteborgu. W marcu 2014 w Sopocie został halowym wicemistrzem świata.
Dwukrotny srebrny medalista IAAF World Relays w sztafecie 4 × 800 metrów (2014, 2015). W sierpniu 2014 został w Zurychu mistrzem Europy na dystansie 800 metrów.
Na mistrzostwach świata w Pekinie w sierpniu 2015 r. został wicemistrzem świata na dystansie 800 metrów. W lipcu 2016 w Amsterdamie po raz drugi został mistrzem Europy na tym dystansie.
W 2017 na halowych czempionacie Europy zdobył złoto w biegu na 800m z czasem 1:48,87, natomiast ponad miesiąc później podczas IAAF World Relays zdobył brązowy medal w biegu rozstawnym sztafecie 4 × 800 metrów, trzeci w karierze na tej imprezie. W tym samym roku po raz drugi w karierze został wicemistrzem świata w biegu na 800 metrów.
Zdobył w sumie jedenaście złotych medali na seniorskich mistrzostwach Polski w biegu na 800 metrów: na stadionie (Bydgoszcz 2009, Bielsko-Biała 2010, Bielsko-Biała 2012, Szczecin 2014 oraz Kraków 2015) i w hali (Spała 2009, Spała 2010, Spała 2011, Sopot 2014, Toruń 2017 i Toruń 2018). W 2017 zdobył złoty medal mistrzostw kraju na stadionie w biegu na 1500 metrów. 
14 lutego 2022 roku poinformował o zakończeniu (po sezonie halowym) kariery sportowej. W 2023 ukończył Maraton Nowojorski. 

## Działalność pozasportowa
Ukończył Politechnikę Łódzką na kierunku zarządzanie inżynierskie.
Od 2017 prowadzi mowy motywacyjne.
Został członkiem honorowego komitetu poparcia Bronisława Komorowskiego przed wyborami prezydenckimi w Polsce w 2015 roku.
Wiosną 2024 został uczestnikiem 14. edycji programu Dancing with the Stars. Taniec z gwiazdami w telewizji Polsat. Na początku 2025 stacja TVN wyemitowała pierwszą edycję programu Mistrzowskie pojedynki. Eternal Glory, w której finale zwyciężył Kszczot.

## Osiągnięcia

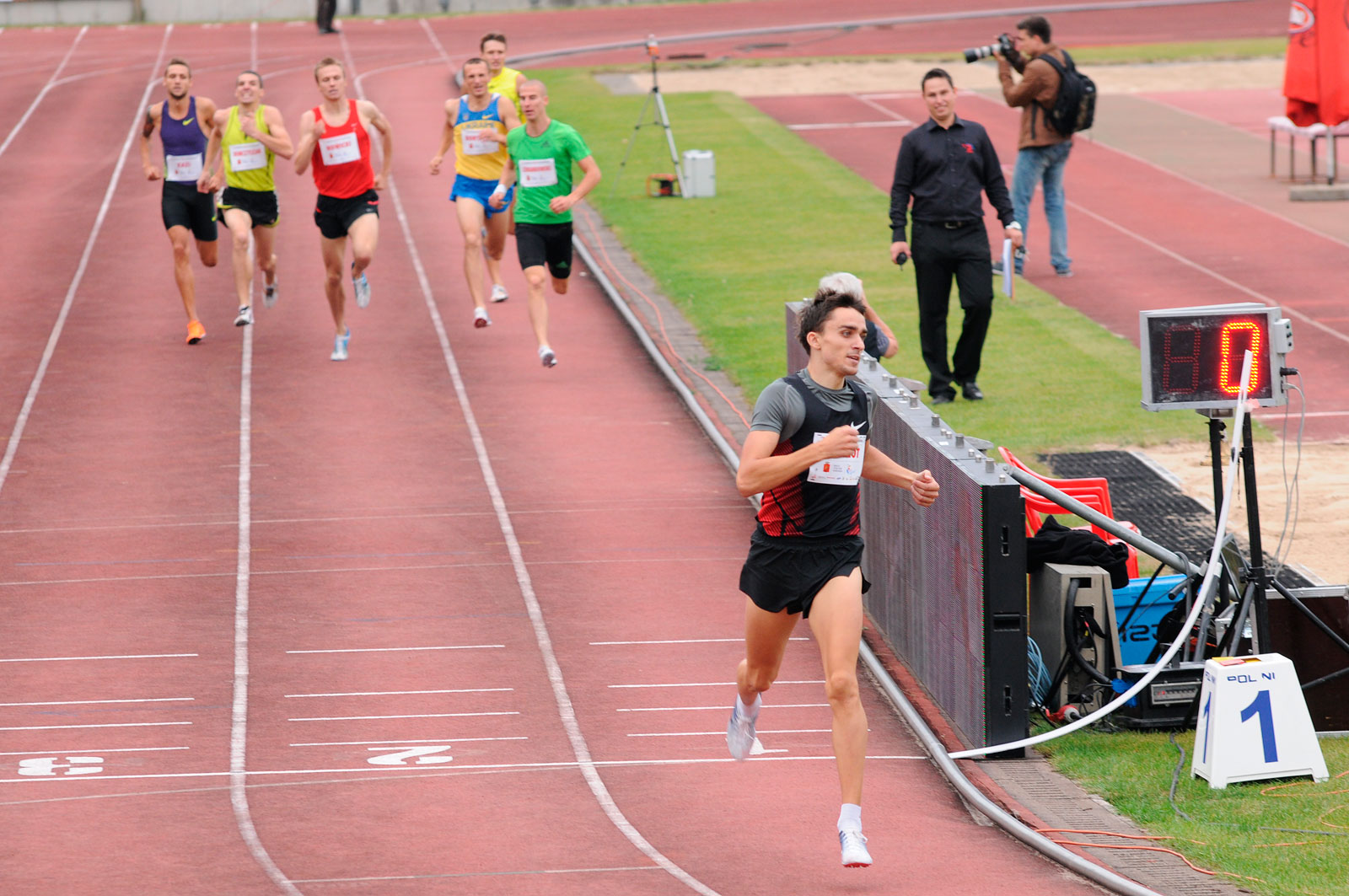
Kszczot na mecie biegu na 800 metrów podczas memoriału Kamili Skolimowskiej w 2011

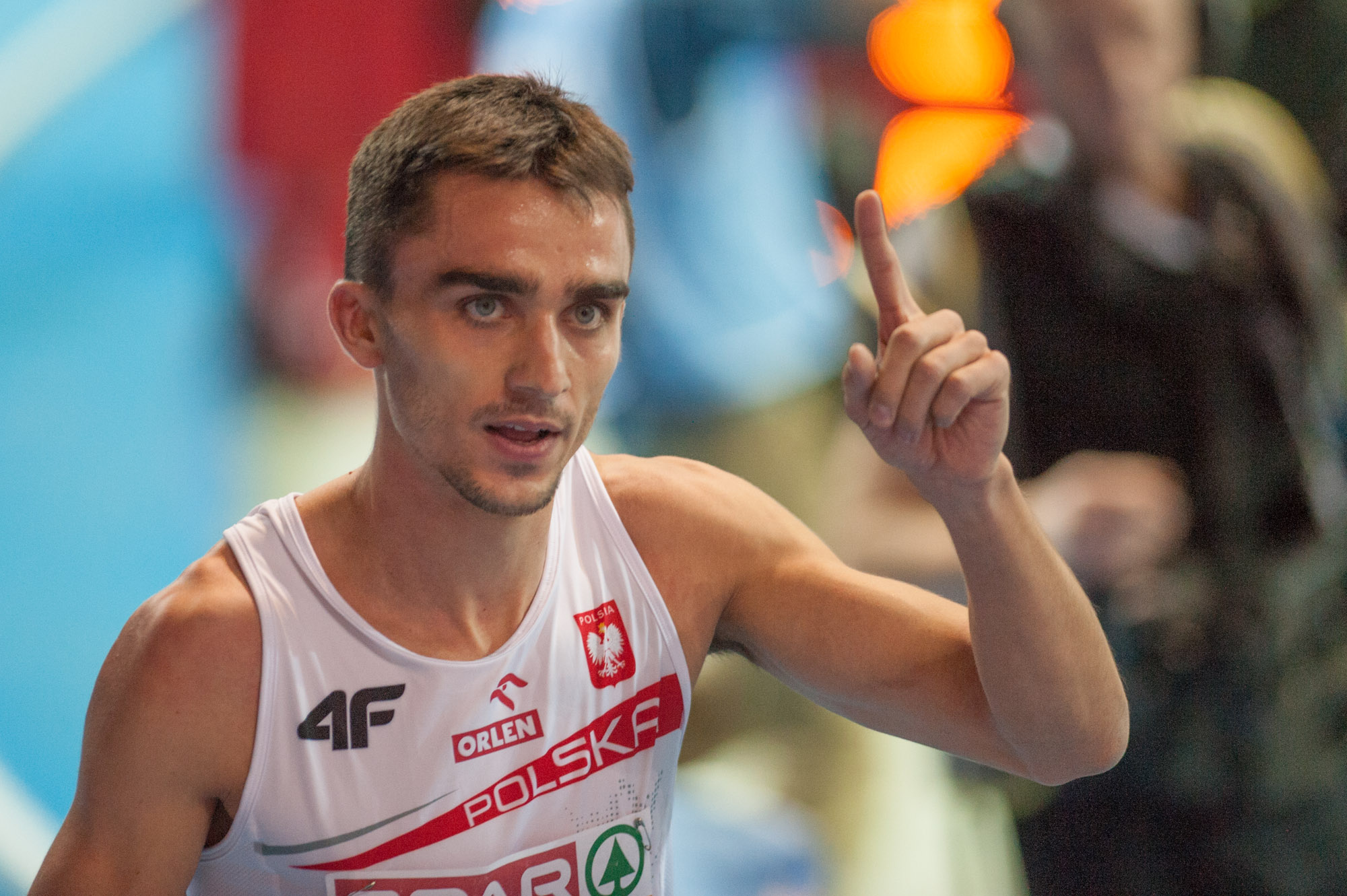
Adam Kszczot z podczas halowych mistrzostw Europy w Göteborgu, 2013

| Rok  | Impreza                                 | Miejsce        | Lokata     | Wynik   |
| ---- | --------------------------------------- | -------------- | ---------- | ------- |
| 2007 | Mistrzostwa Europy juniorów             | Hengelo        | 3. miejsce | 1:48,10 |
| 2008 | Mistrzostwa świata juniorów             | Bydgoszcz      | 4. miejsce | 1:47,91 |
| 2009 | Halowe mistrzostwa Europy               | Turyn          | 4. miejsce | 1:49,52 |
| 2009 | Superliga drużynowych mistrzostw Europy | Leiria         | 9. miejsce | 1:49,41 |
| 2009 | Młodzieżowe mistrzostwa Europy          | Kowno          | 1. miejsce | 1:45,81 |
| 2009 | Mistrzostwa świata                      | Berlin         | półfinał   | 1:46,33 |
| 2010 | Halowe mistrzostwa świata               | Doha           | 3. miejsce | 1:46,69 |
| 2010 | Mistrzostwa Europy                      | Barcelona      | 3. miejsce | 1:47,22 |
| 2011 | Halowe mistrzostwa Europy               | Paryż          | 1. miejsce | 1:47,87 |
| 2011 | Superliga drużynowych mistrzostw Europy | Sztokholm      | 1. miejsce | 1:46,50 |
| 2011 | Młodzieżowe mistrzostwa Europy          | Ostrawa        | 1. miejsce | 1:46,71 |
| 2011 | Mistrzostwa świata                      | Daegu          | 6. miejsce | 1:45,25 |
| 2012 | Halowe mistrzostwa świata               | Stambuł        | 4. miejsce | 1:46,44 |
| 2012 | Igrzyska olimpijskie                    | Londyn         | półfinał   | 1:45,34 |
| 2013 | Halowe mistrzostwa Europy               | Göteborg       | 1. miejsce | 1:48,69 |
| 2013 | Superliga drużynowych mistrzostw Europy | Gateshead      | 1. miejsce | 1:47,27 |
| 2013 | Mistrzostwa świata                      | Moskwa         | półfinał   | 1:45,68 |
| 2014 | Halowe mistrzostwa świata               | Sopot          | 2. miejsce | 1:46,76 |
| 2014 | IAAF World Relays                       | Nassau         | 2. miejsce | 7:08,69 |
| 2014 | Superliga drużynowych mistrzostw Europy | Brunszwik      | 2. miejsce | 1:46,36 |
| 2014 | Mistrzostwa Europy                      | Zurych         | 1. miejsce | 1:44,15 |
| 2014 | Puchar interkontynentalny               | Marrakesz      | 3. miejsce | 1:45,72 |
| 2015 | IAAF World Relays                       | Nassau         | 2. miejsce | 7:09,98 |
| 2015 | Superliga drużynowych mistrzostw Europy | Czeboksary     | 3. miejsce | 1:45,84 |
| 2015 | Mistrzostwa świata                      | Pekin          | 2. miejsce | 1:46,08 |
| 2016 | Mistrzostwa Europy                      | Amsterdam      | 1. miejsce | 1:45,18 |
| 2016 | Igrzyska olimpijskie                    | Rio de Janeiro | półfinał   | 1:44,70 |
| 2017 | Halowe mistrzostwa Europy               | Belgrad        | 1. miejsce | 1:48,87 |
| 2017 | IAAF World Relays                       | Nassau         | 3. miejsce | 7:18,74 |
| 2017 | Superliga drużynowych mistrzostw Europy | Lille          | –          | DQ      |
| 2017 | Mistrzostwa świata                      | Londyn         | 2. miejsce | 1:44,95 |
| 2018 | Halowe mistrzostwa świata               | Birmingham     | 1. miejsce | 1:47,47 |
| 2018 | Mistrzostwa Europy                      | Berlin         | 1. miejsce | 1:44,59 |
| 2019 | Mistrzostwa świata                      | Doha           | półfinał   | 1:45,22 |
| 2021 | Halowe Mistrzostwa Europy               | Toruń          | 4. miejsce | 1:47,23 |

## Rekordy życiowe
| Konkurencja                | Wynik   | Data             | Miejsce            | Uwagi                                                                  |
| -------------------------- | ------- | ---------------- | ------------------ | ---------------------------------------------------------------------- |
| bieg na 200 metrów         | 22,37   | 5 września 2009  | Toruń              |                                                                        |
| bieg na 300 metrów         | 34,09   | 2 września 2009  | Aleksandrów Łódzki |                                                                        |
| bieg na 400 metrów         | 46,51   | 11 sierpnia 2011 | Bydgoszcz          |                                                                        |
| bieg na 600 metrów         | 1:14,55 | 5 sierpnia 2009  | Lahti              | rekord Polski seniorów                                                 |
| bieg na 800 metrów         | 1:43,30 | 10 września 2011 | Rieti              | rekord Polski młodzieżowców 2. wynik w historii polskiej lekkoatletyki |
| bieg na 1000 metrów        | 2:15,72 | 5 września 2014  | Bruksela           | były rekord Polski seniorów 2. wynik w historii polskiej lekkoatletyki |
| bieg na 1500 metrów        | 3:38,31 | 23 lipca 2017    | Białystok          |                                                                        |
| bieg na 10 kilometrów      | 32:13   | 21 kwietnia 2013 | Warszawa           | Orlen Warsaw Marathon 10 km                                            |
| bieg na 400 metrów (hala)  | 47,56   | 16 lutego 2013   | Spała              |                                                                        |
| bieg na 600 metrów (hala)  | 1:15,26 | 5 lutego 2012    | Moskwa             | rekord Polski seniorów                                                 |
| bieg na 800 metrów (hala)  | 1:44,57 | 14 lutego 2012   | Liévin             | rekord Polski seniorów 10. wynik w historii światowej lekkoatletyki    |
| bieg na 1000 metrów (hala) | 2:19,14 | 14 lutego 2022   | Val-de-Reuil       |                                                                        |

## Odznaczenia
- Złoty Krzyż Zasługi – 2015[39].
- Honorowy Medal 600-lecia Łodzi (2023)[40][41].